# Disco 2000 (Pulp)
Disco 2000 è un brano musicale della band britannica Pulp, pubblicato nel 1995. Si tratta del terzo singolo estratto dall'album Different Class. È arrivato al numero 7 della classifica britannica dove conquistò anche un disco di platino.

## Descrizione
La canzone parla della storia vera dell'innamoramento infantile del cantante Jarvis Cocker per la sua amica e vicina di casa Deborah che è più popolare di lui; il cantante si chiede che accadrebbe se i due si rivedessero quando sarebbero cresciuti (nell'anno 2000, come suggerisce il ritornello).
Nella realtà Deborah è Deborah Bone che effettivamente aveva un mese di età di differenza con il cantante e si trasferì da Sheffield (città natale di Cocker) a Letchworth all'età di 10 anni; come suggerisce la canzone, lì si sposò ed ebbe dei figli. La donna, che ha avuto tra l'altro il riconoscimento dell'Ordine dell'Impero Britannico per il suo lavoro di infermiera, è morta il 30 dicembre 2014.

## Tracce
1. Disco 2000 (7" Mix) - 4:51
2. Disco 2000 (Album Mix) - 4:33
3. Ansaphone - 4:01
4. Live Bed Show (Extended) - 4:10